# Municipio di Ho Chi Minh
Il Municipio di Ho Chi Minh (Hôtel de ville de Saïgon in epoca coloniale, dal 1975 sede del Comitato popolare di Ho Chi Minh, Trụ sở Ủy ban Nhân dân Thành phố Hồ Chí Minh in vietnamita) fu progettato dall'architetto Paul Gardès e costruito tra il 1902 e il 1908 in stile coloniale francese per la città di Saigon, oggi Ho Chi Minh. Si trova nel Primo distretto amministrativo della città.
Altri edifici nelle vicinanze:
- Teatro dell'Opera di Saigon
- HSBC Building
- Rex Hotel